# کناردان (جهرم)
کناردان یا هکان روستایی از توابع بخش مرکزی شهرستان جهرم در استان فارس است. این روستا براساس سرشماری سال ۱۳۹۵، جمعیتی برابر با ۷۶۲ نفر (۲۴۴ خانوار) داشته‌است.